# Blechnum appendiculatum
Blechnum appendiculatum är en kambräkenväxtart som beskrevs av Carl Ludwig Willdenow. Blechnum appendiculatum ingår i släktet Blechnum och familjen Blechnaceae. Inga underarter finns listade.

## Bildgalleri

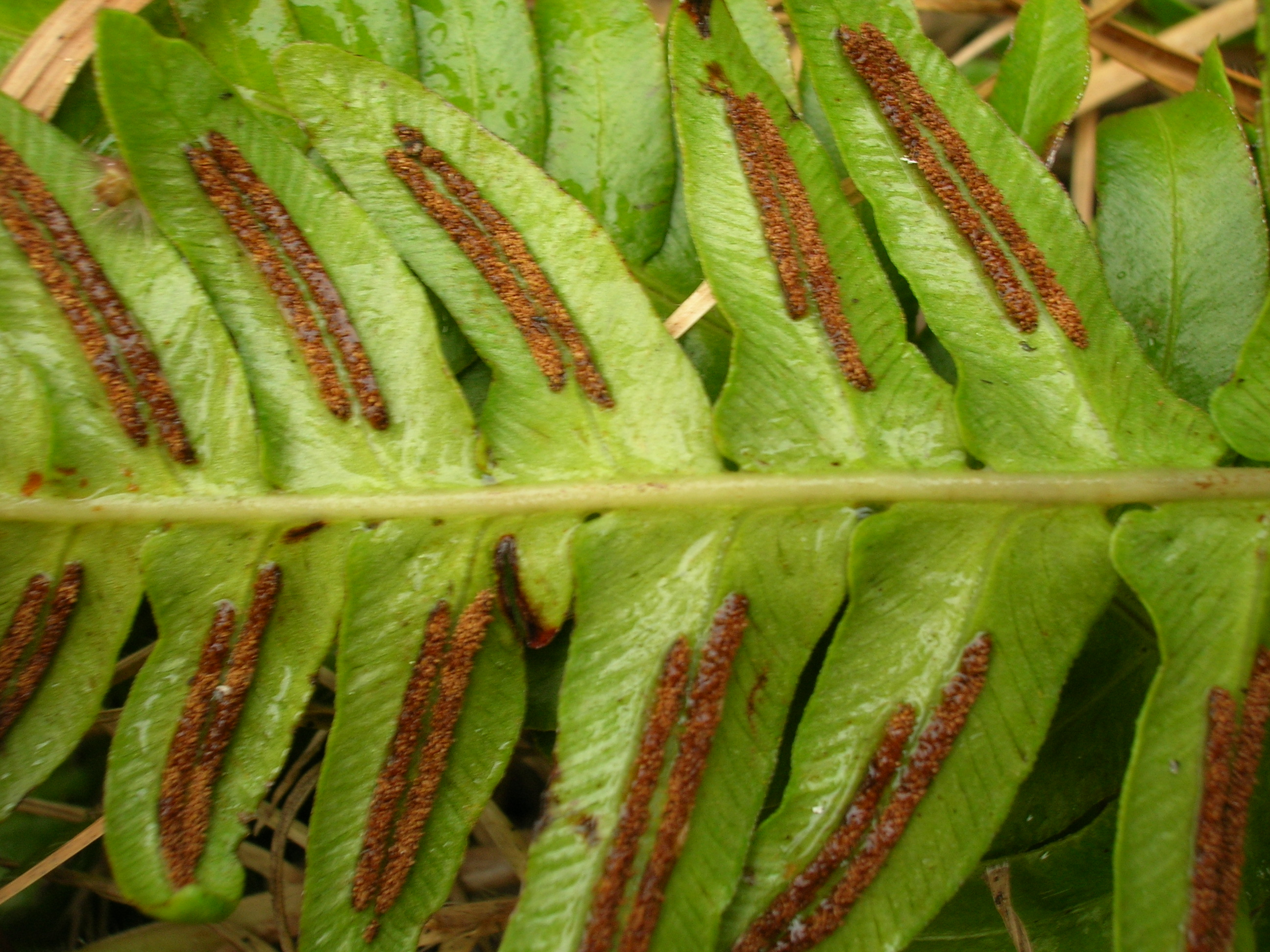
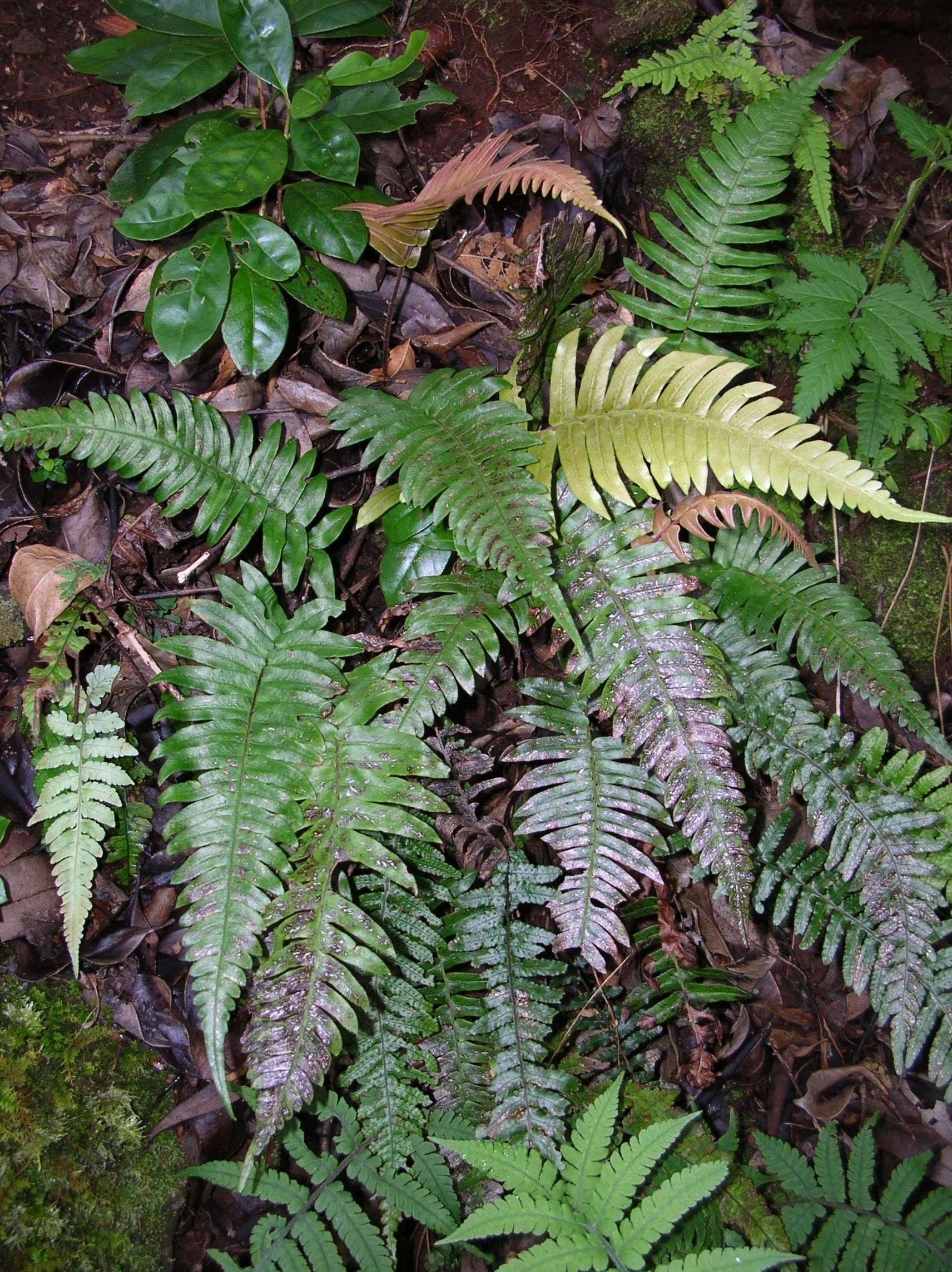
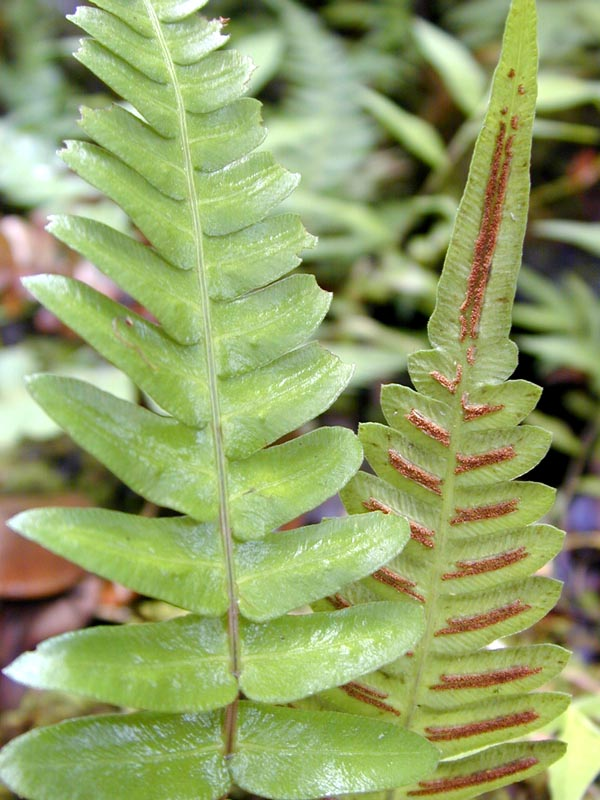
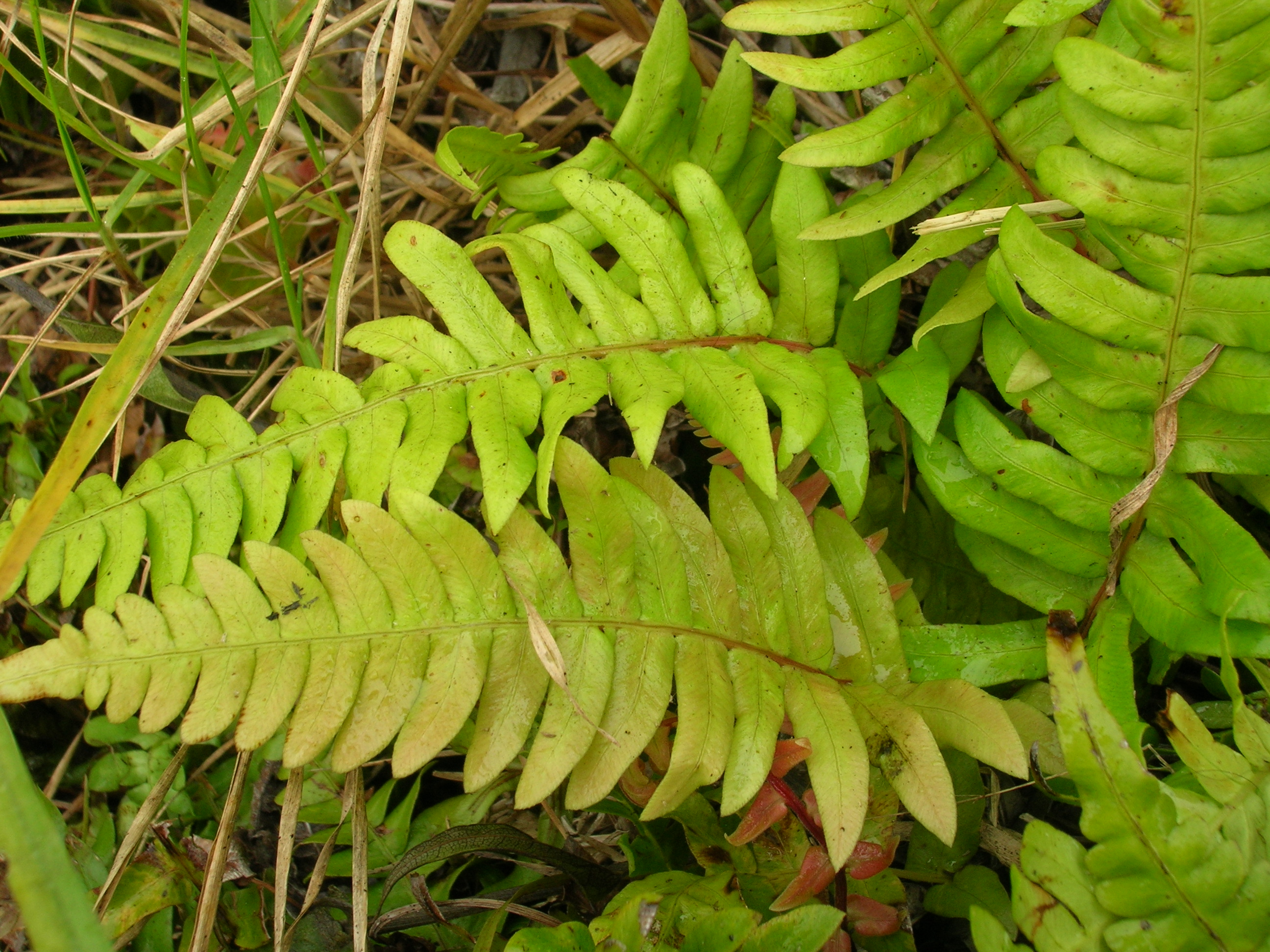